# Communauté de communes de Calvi Balagne
Die Communauté de communes de Calvi Balagne ist ein französischer Gemeindeverband mit der Rechtsform einer Communauté de communes im Département Haute-Corse in der Region Korsika. Sie wurde am 17. Dezember 2002 gegründet und umfasst 14 Gemeinden. Der Verwaltungssitz befindet sich im Ort Calvi.

## Mitgliedsgemeinden
| Gemeinde                                | Einwohner 1. Januar 2022 | Fläche km² | Dichte Einw./km² | Code INSEE | Postleitzahl |
| --------------------------------------- | ------------------------ | ---------- | ---------------- | ---------- | ------------ |
| Algajola                                | 368                      | 1,72       | 214              | 2B010      | 20220        |
| Aregno                                  | 594                      | 9,30       | 64               | 2B020      | 20220        |
| Avapessa                                | 81                       | 3,29       | 25               | 2B025      | 20225        |
| Calenzana                               | 2.571                    | 182,77     | 14               | 2B049      | 20214, 20260 |
| Calvi                                   | 5.720                    | 31,20      | 183              | 2B050      | 20260        |
| Cateri                                  | 249                      | 3,18       | 78               | 2B084      | 20225        |
| Galéria                                 | 388                      | 135,16     | 3                | 2B121      | 20245        |
| Lavatoggio                              | 156                      | 6,86       | 23               | 2B138      | 20225        |
| Lumio                                   | 1.189                    | 19,18      | 62               | 2B150      | 20260        |
| Manso                                   | 117                      | 121,02     | 1                | 2B153      | 20245        |
| Moncale                                 | 342                      | 7,09       | 48               | 2B165      | 20214        |
| Montegrosso                             | 417                      | 22,78      | 18               | 2B167      | 20214        |
| Sant’Antonino                           | 132                      | 4,10       | 32               | 2B296      | 20220        |
| Zilia                                   | 314                      | 14,01      | 22               | 2B361      | 20214        |
| Communauté de communes de Calvi Balagne | 12.638                   | 561,66     | 23               | –          | –            |